# Valby Hegn
Valby Hegn är en skog på nordvästra Sjælland i Danmark som ingår i Nationalpark Kongernes Nordsjælland. 
Området var bebott för mer än 5 000 år sedan men skogen försvann när man övergick från att jaga till att odla marken. Under bondestenåldern anlades sex långdöser i det öppna landskapet. 
På 1700-talet delades marken mellan fem byar. De använde den till odling av spannmål, torvtäkt och som slåtteräng. För att säkra tillgången på timmer anlades två plantager i södra delen av Valby Hegn och man grävde diken längs gränsen mellan skog och åkermark.
Långdöserna restaurerades år 1940. Välta stenar restes och gravkamrarna rensades.
År 1994 skyddades cirka 20 hektar av Valby Hegn och en del av mossen i sydvästra delen av området röjdes. Den täta skogen har luckrats upp för att öka variationen och ge växter och djur större  möjligheter att trivas.